# Albert Peeters
Albert Peeters ( Bruxelles, 23 avril 1898 - Uccle, 23 février 1978) est un politicien et philologue belge. Il a présidé le Front démocratique des francophones de 1967 à 1972. 

## Biographie
Peeters a obtenu un doctorat en philologie romaine de l'ULB et est devenu préfet de l'Athénée d'Uccle. puis directeur de l'école européenne de Bruxelles. 
De 1955 à 1958, Peeters a été secrétaire privé adjoint du ministre de l'Éducation publique Léo Collard. Il rejoint FDF dans les années 1960 et succède à Paul Brien à la présidence du parti en 1967. Il était un fédéraliste convaincu. Au cours de sa présidence, le FDF a remporté de grands succès électoraux (en cartel avec le Rassemblement Wallon en 1971), en même temps que se déroulait la scission linguistique de l'université de Louvain et après que le membre du FDF Jacques Georgin a été tué lors d'une confrontation avec des militants du VMO. Peeters a également été conseiller communal à Uccle jusqu'en 1970. En 1972, André Lagasse lui succède à la présidence de FDF. 